# Pratt Institute

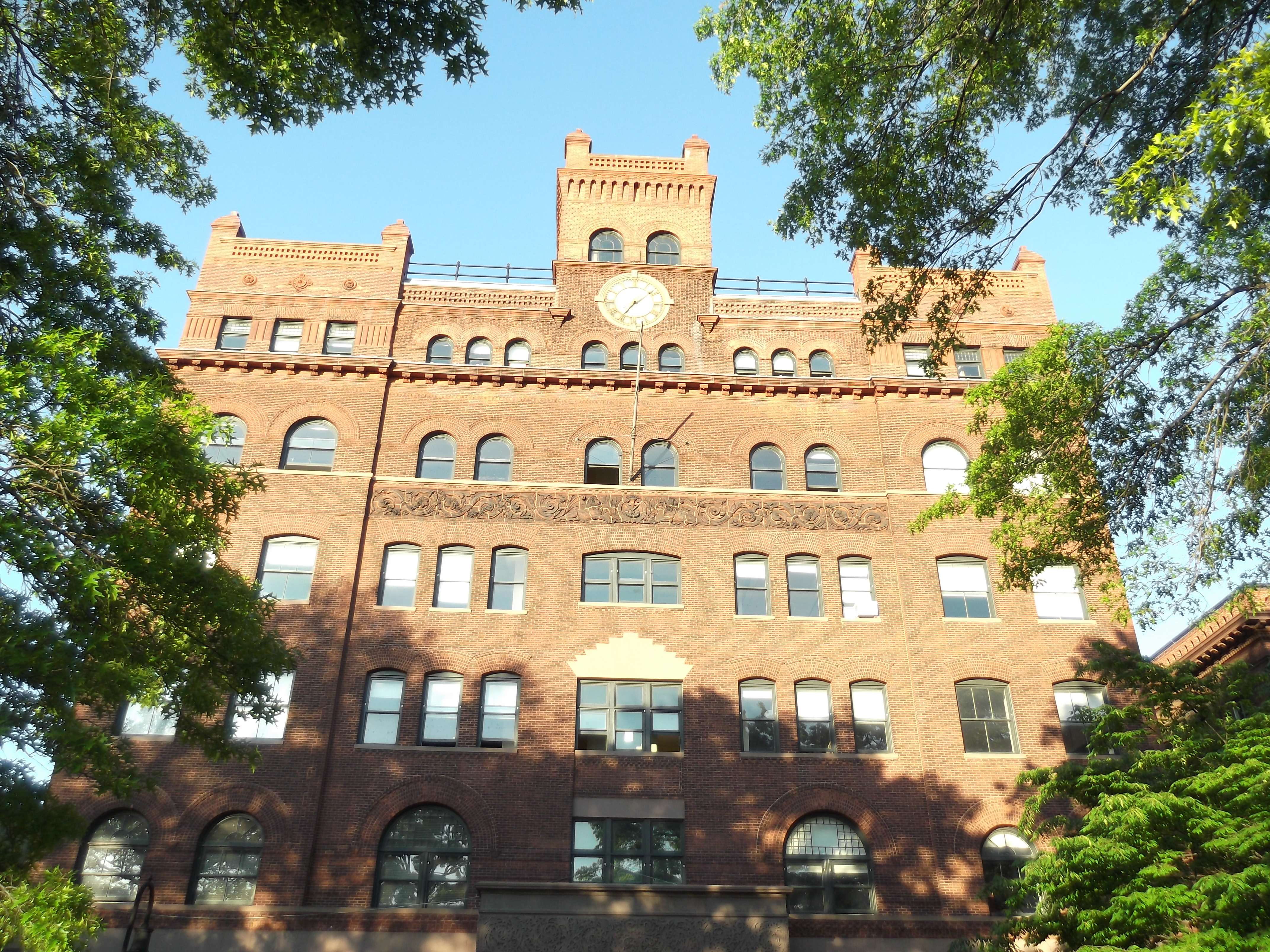
Wejście od Ryerson Street

Instytut Pratt jest specjalistycznym, prywatnym college'em w Nowym Jorku z wydziałami na Manhattanie, Brooklynie i w Utice. Jako uczelnia artystyczna kształci w zakresie sztuki, architektury, projektowania odzieży, ilustracji, projektowania wnętrz, sztuk komputerowych, kreatywnego pisania, wiedzy bibliotecznej i w innych. Uczelnia jest członkiem Stowarzyszenia Niezależnych Uczelni Sztuki i Designu (Association of Independent Colleges of Art and Design AICAD), konsorcjum 36 czołowych szkół artystycznych w Stanach Zjednoczonych.